# Haltere la Jocurile Olimpice de vară din 2020 - masculin 61 kg
Proba de haltere categoria 61 de kg masculin de la Jocurile Olimpice de vară din 2020 de la Tokyo a avut loc la data de 25 iulie 2021, la Tokyo International Forum.

## Program
Orele sunt ora Japoniei (UTC+9) 
| Data                    | Timp  | Etapă   |
| ----------------------- | ----- | ------- |
| Duminică, 25 iulie 2021 | 11:50 | Grupa B |
| Duminică, 25 iulie 2021 | 15:50 | Grupa A |

## Rezultate
| Loc | Sportiv                | Țară                 | Grupa | Greutate | Smuls (kg) | Smuls (kg) | Smuls (kg) | Smuls (kg) | Aruncat (kg) | Aruncat (kg) | Aruncat (kg) | Aruncat (kg)       | Total              |
| Loc | Sportiv                | Țară                 | Grupa | Greutate | 1          | 2          | 3          | Rezultat   | 1            | 2            | 3            | Rezultat           | Total              |
| --- | ---------------------- | -------------------- | ----- | -------- | ---------- | ---------- | ---------- | ---------- | ------------ | ------------ | ------------ | ------------------ | ------------------ |
| 1   | Li Fabin               | China                | A     | 60,90    | 137        | 137        | 141        | 141        | 166          | 172          | 178          | 172 Record Olimpic | 313 Record Olimpic |
| 2   | Eko Yuli Irawan        | Indonezia            | A     | 60,80    | 137        | 141        | 141        | 137        | 165          | 177          | 177          | 165                | 302                |
| 3   | Igor Son               | Kazahstan            | A     | 60,25    | 126        | 131        | 134        | 131        | 156          | 162          | 163          | 163                | 294                |
| 4   | Yoichi Itokazu         | Japonia              | A     | 60,85    | 130        | 130        | 133        | 133        | 158          | 159          | 162          | 159                | 292                |
| 5   | Seraj Al-Saleem        | Arabia Saudită       | A     | 60,90    | 124        | 127        | 129        | 129        | 159          | 166          | 166          | 159                | 288                |
| 6   | Davide Ruiu            | Italia               | A     | 60,90    | 123        | 127        | 131        | 127        | 153          | 159          | 159          | 159                | 286                |
| 7   | Shota Mishvelidze      | Georgia              | A     | 60,95    | 130        | 134        | 135        | 130        | 155          | 163          | 165          | 155                | 285                |
| 8   | Luis García            | Republica Dominicană | B     | 60,95    | 120        | 120        | 124        | 120        | 154          | 154          | 154          | 154                | 274                |
| 9   | Simon Brandhuber       | Germania             | B     | 61,00    | 123        | 127        | 127        | 123        | 142          | 142          | 145          | 145                | 268                |
| 10  | Morea Baru             | Papua Noua Guinee    | B     | 61,00    | 113        | 118        | 118        | 118        | 147          | 153          | 153          | 147                | 265                |
| 11  | Eric Andriantsitohaina | Madagascar           | B     | 60,10    | 105        | 110        | 114        | 114        | 140          | 150          | 154          | 150                | 264                |
| 12  | Marcos Rojas           | Peru                 | B     | 60,90    | 100        | 105        | 107        | 105        | 130          | 130          | 135          | 135                | 240                |
| –   | Thạch Kim Tuấn         | Vietnam              | A     | 60,80    | 126        | 126        | 130        | 126        | 150          | 150          | 153          | –                  | –                  |
| –   | Kao Chan-hung          | Taipeiul Chinez      | A     | 60.70    | 125        | 128        | 130        | 125        | 147          | 147          | 147          | –                  | –                  |